# Matavazi
Matavazi är ett samhälle i Bosnien och Hercegovina.   Det ligger i entiteten Republika Srpska, i den nordvästra delen av landet, 200 km nordväst om huvudstaden Sarajevo. Matavazi ligger 275 meter över havet och antalet invånare är 495.
Terrängen runt Matavazi är kuperad åt nordväst, men åt sydost är den platt. Närmaste större samhälle är Otoka, 7,5 km väster om Matavazi. 
Omgivningarna runt Matavazi är en mosaik av jordbruksmark och naturlig växtlighet. Runt Matavazi är det ganska tätbefolkat, med 67 invånare per kvadratkilometer.